# Alchemilla macrescens
Alchemilla macrescens es una especie de planta del género Alchemilla, perteneciente a la familia Rosaceae.

## Taxonomía
Alchemilla macrescens fue descrita por Serguéi Yuzepchuk en 1951.

## Distribución
Se encuentra en el territorio centro y este de la parte europea de Rusia.